# Miedes de Aragón
Miedes de Aragón é um município da Espanha na província de Saragoça, comunidade autónoma de Aragão. Tem 55,56 km² de área e em 2021 tinha 429 habitantes (densidade: 7,7 hab./km²).

## Demografia
| Variação demográfica do município entre 1991 e 2004 | Variação demográfica do município entre 1991 e 2004 | Variação demográfica do município entre 1991 e 2004 | Variação demográfica do município entre 1991 e 2004 |
| --------------------------------------------------- | --------------------------------------------------- | --------------------------------------------------- | --------------------------------------------------- |
| 1991                                                | 1996                                                | 2001                                                | 2004                                                |
| 579                                                 | 532                                                 | 513                                                 | 496                                                 |